# Buddhizmus Srí Lankán

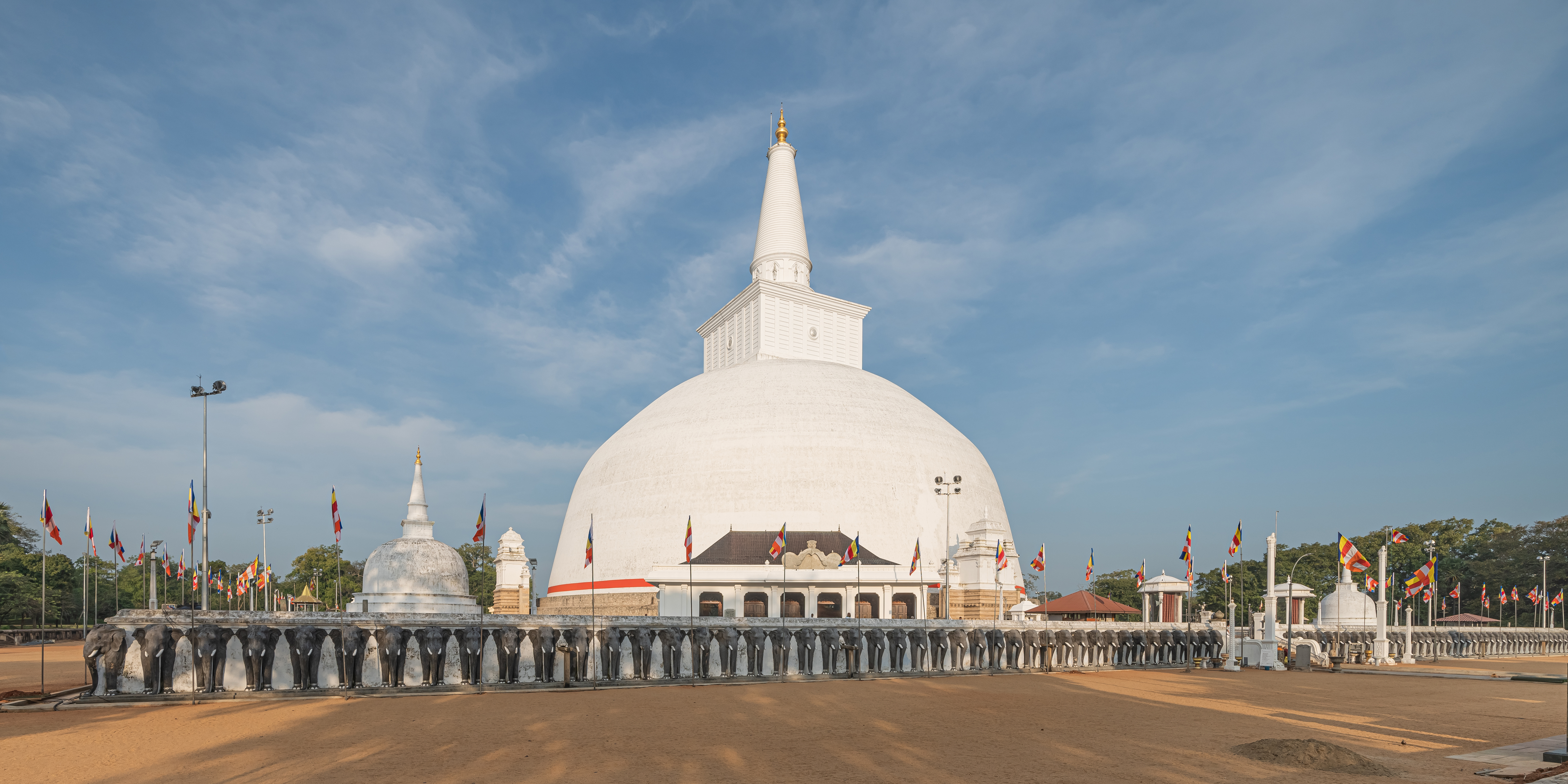
A Mahávamsza történelmi könyv szerint az anuradhapurai nagy sztúpát a kaukázusi Alexandria gyarmatról érkező "30 000 erős görög" szentelte fel i. e. 130 körül.

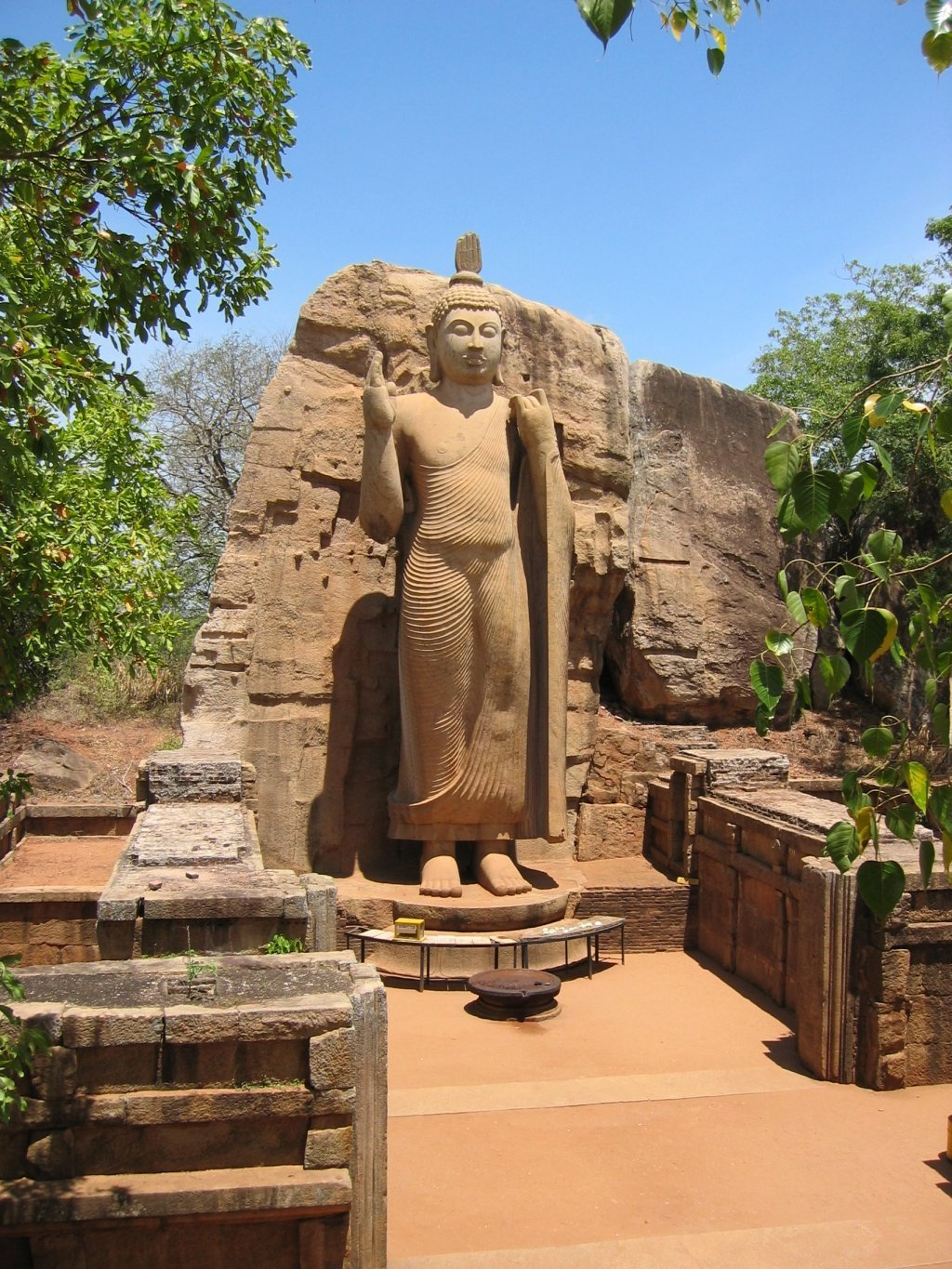
Avukana Buddha szobor az 5. századból.

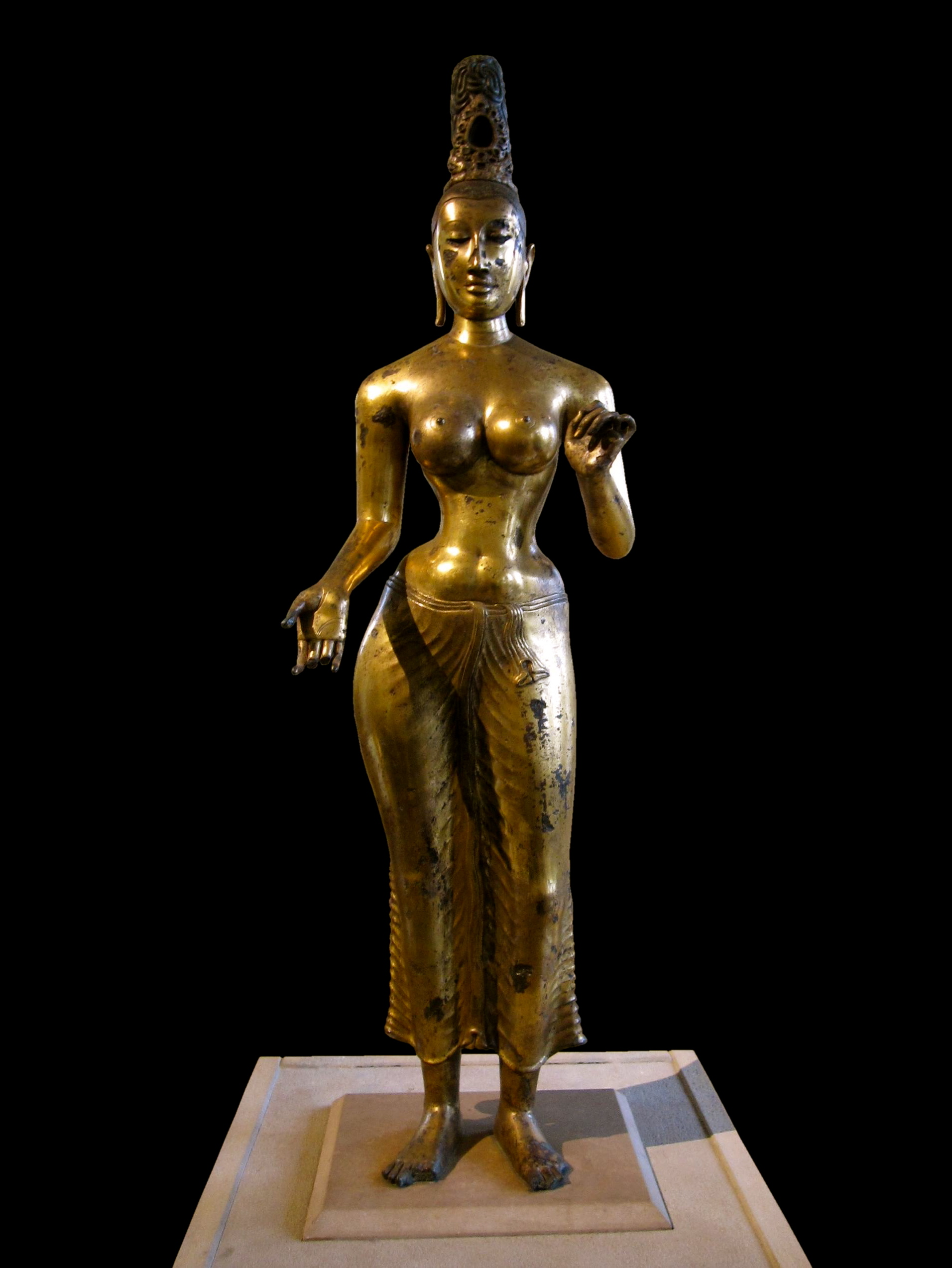
Tárá bódhiszattva aranyozott szobra az nuradhapura korból (8. század)

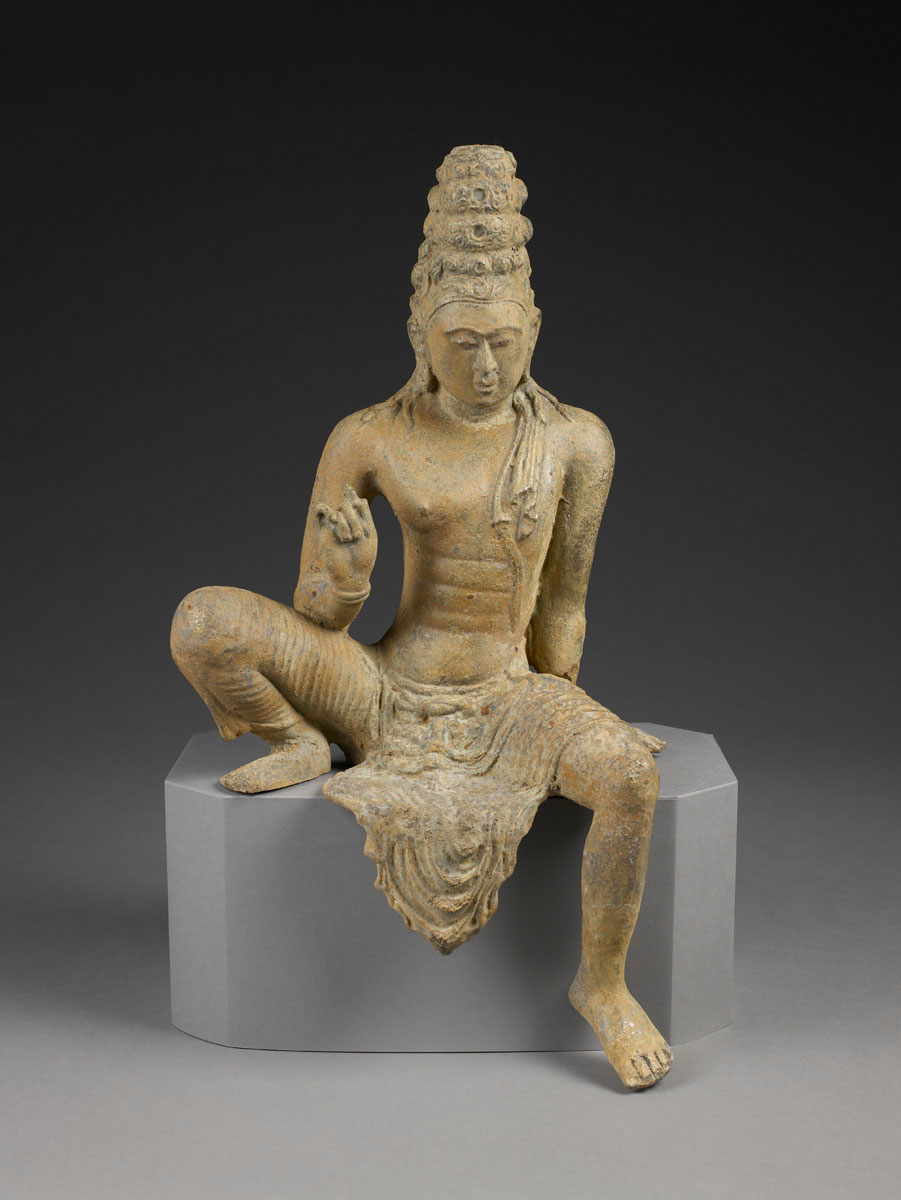
Avalókitésvara Bódhiszattva. Srí Lanka, 750 körül.

Srí Lankán a lakosság mintegy 70%-a théraváda buddhista vallású.

## Története

### A buddhizmus bevezetése
A hagyományos Srí Lanka-i krónikák szerint (mint például a Dípavamsza) a buddhista tanításokat az i. e. 3. században hozta be Srí Lankára Mahinda, Asóka király fia, a Srí Lanka-i Anuradhapurai Devanampija Tissza uralkodása idején. Ez idő tájt hoztak egy bódhifa csemetét is a szigetre és megalapították az első buddhista kolostort is. Ezek közül az ősi Isurumuni-vihára és a veszagiri-vihára ma is fontos zarándokhelyek. Szintén neki tulajdonítják a Pathamaka-csetija, a Dzsambukola-vihára és a Hatthálhaka-vihára megépítését. Az előzőleg csak szájhagyomány útján megőrzött páli kánont legelőször Srí Lankán jegyezték le i. e. 30 körül.
A szigetország királyainak történelmét leíró Mahávamsza (29. fejezet) krónikából ismert, hogy I. Menandrosz gréko-baktriai király uralkodása alatt (i. e. 165 - i. e. 135) egy befolyásos buddhista szerzetes, Mahádharmarakszita (szó szerint: 'nagy tanító/a dharma őrzője') vezetésével 30 000 buddhista szerzetes érkezett "a görög Alexandriából" (kaukázusi Alexandria, a mai Afganisztán fővárosától, Kabultól 150 km-re északra) Srí Lankára, hogy felszentelje az anuradhapurai nagy sztúpát. Ez is jelzi, hogy a gréko-buddhizmus hozzájárult a Srí Lanka-i buddhizmushoz (lásd még: Milinda-panyha.)

### Théraváda iskolák
Srí Lankán a korai buddhizmus történetének nagy részében a théraváda iskolának három irányzata létezett: mahávihára, abhajagiri vihára és a dzsetavana vihára. Legelőször a mahávihárát alapították, a másik kettőt az ebből kivált szerzetesek alapították később. A.K. Warder szerint az indiai Mahísászaka szekta is megjelent Srí Lankán a théraváda mellett, amelybe később azonban beleolvadt. A sziget északi részét időről időre más Indiából érkező szekták is meghódították.
A 7. században Hszüan-cang ókori kínai szerzetes Srí Lankán két fő théraváda vonalról számolt be. A mahájána szthavirákat az abhajagiri hagyománynak tekintette a hínajánát pedig mahávihárának. Úgy tűnik, hogy az abhajagiri vihára egy théraváda mahájána és vadzsrajána központ volt.

### Kínai zarándokok beszámolói
Az 5. században Fa-hszien kínai szerzetes ellátogatott Srí Lankára és két évig élt együtt az ottani szerzetesekkel. Az abhajagiri vihárában megszerezte a mahísászaka vinaja szanszkrit másolatát i. sz. 406 körül. Évtizedekkel később ezt a vinaját lefordította kínai nyelvre Buddhacsiva és Csu Taoseng. Ez a fordítás ma is létezik a kínai buddhista kánonban Taisó Tripitaka néven.
A 7. századi Hszüan-cseng először évekig tanult Nálandában, ahonnan Srí Lankára szeretett volna menni. Később Csolában találkozott Srí lanka-i menekült szerzetesekkel és végül úgy döntött, hogy nem utazik el a szigetre, mert a tudása nagyobb volt a ceyloni szerzetesekénél.

### Más théraváda hagyományok eltörlése
A 12. század előtt több Srí Lanka-i uralkodó támogatta az abhajagiri théravádákat, amely a terület egyik fő buddhista hagyományának számított. A 12. században ez megváltozott, amikor I. Parakramabahu király (1153–1186) a mahávihárát támogatta és teljesen eltörölte az abhajagiri és a dzsetavana théraváda hagyományokat. Az ezekhez az irányzatokhoz tartozó szerzeteseket arra kényszerítették, hogy visszatérjenek a világi életbe vagy lépjenek be a mahávihára hagyományba papnövendékként (srámanera). Parakkamabahu kinevezett egy pátriárkát vagy "szangha királyt", aki a szangha és a rendbe való felvételiztetés uralkodója volt az egész szigeten. A kiemelt rangú szerzetes két segítőt is választhatott.

### A hagyományvonal folytonossága
Srí Lankáé a legrégebbi folyamatos buddhista történelem az összes buddhista nemzet közül, amelynek a szangha hagyományvonala szinte teljesen törés mentesen maradt fent egészen az i. e. 3. század óta. Hanyatlásnak indult időszakokban a Srí Lanka-i rendi vonalat mianmari és thaiföldi kapcsolatok segítségével élesztették újra.

### Gyarmatosítás és kereszténység
A 16. századtól kezdve próbálták megtéríteni a helyi lakosokat a keresztény hittérítők, valamint a portugál, holland és angol gyarmatosítók egyaránt.

### Mahájána hagyomány
Srí Lankán a mai napig áldoznak Avalókitésvara bodhiszattvának, ahol a helyi elnevezése Nátha. Mostanság néhány nyugaton végzett théraváda megpróbálta Náthát Maitréja bodhiszattvával azonosítani. Azonban a hagyományok és az alapvető ikonográfia - például Amitábha Buddha egyik szobra - egyértelműen Avalókitésvarával azonosítja Náthát.
A 18. századi európai beszámolók a srí lankai szerzeteseket úgy jellemzik, hogy azok mantrákat szavalnak és málá imafüzért morzsolgatnak imádkozás közben, épp ahogy a mahájána buddhizmusban.

### Bhikkhuni rendfelvétel
Mahinda érkezése után néhány évvel, Szangamittá apáca (bhikkhuni) is ellátogatott Srí Lankára, aki Asóka király lánya volt. Ő alapította a szigeten az első apácarendi vonalat, amely azonban kihalt a 11. században.
1996-ban 11 kiválasztott srí lankai apácát vett fel teljes tagú bhikkhuniként egy csoport théraváda szerzetes egyidejűleg egy indiai kolostorral, ahol egy csoport koreai apácát vettek fel a rendbe. Nincs egyetértés a théraváda vinaja értelmezésében, hogy ezek a rendfelvételek érvényesnek tekinthetők-e. Az elmúlt években a sziámi szerzetesrend több száz apácát vett fel a rendjébe.

## Buddhista egyházi csoportok

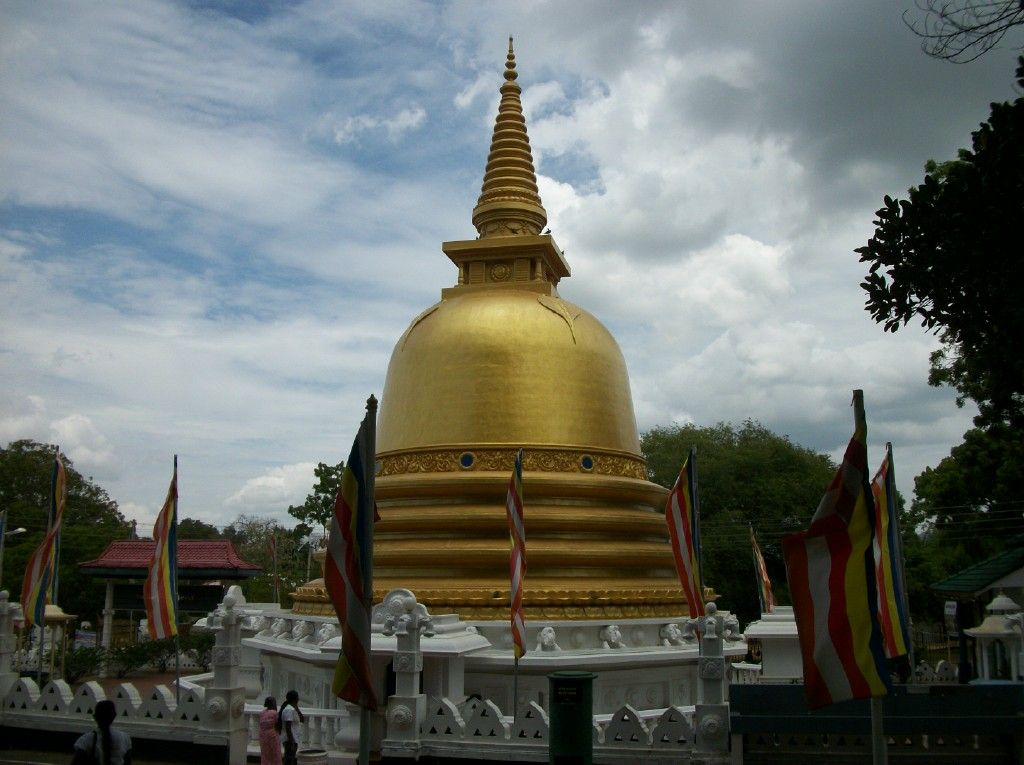
Pagoda a dambullai templomban.

A Srí Lanka-i buddhista klérus különböző szektáit nikájáknak nevezik. Három fő nikája van a szigeten:
- Sziámi-nikája, melyet a 18. században alapított Upali Thera, sziámi szerzetes, akit a király meghívására érkezett.
- Amarapura-nikája, 1800-ban alapítva, Mianmar (Burma) segítségével.
- Ramanna-nikája, 1864-ben alapítva - Ambagahavatte Szaranankara.

A három fő nikája mellett több mellék szekta is létezik, amelyek közül néhány kaszt alapú. A szekták között tanbeli különbségek nincsenek.